# Greve (Adelsgeschlecht)

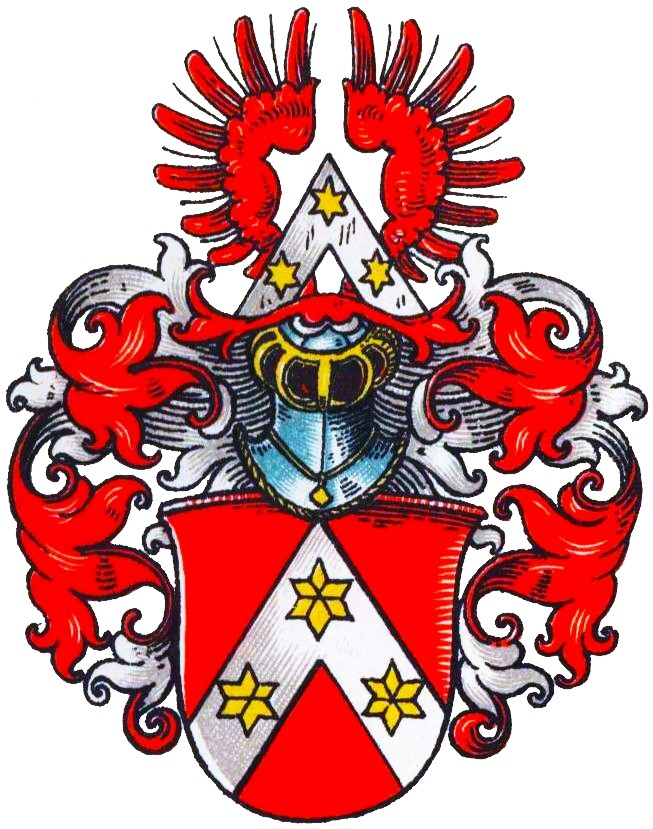
Wappen der Greve im Wappenbuch des Westfälischen Adels

Greve ist der Name eines erloschenen westfälischen Patrizier- und Adelsgeschlechts.

## Geschichte
Das Geschlecht gehörte zum Soester Stadtadel des 16. und 17. Jahrhunderts. Die Familie stammt wohl aus Geseke und tritt um 1500 in Soest als Teil des Patriziats auf. Sie waren mit den Bockum-Dolffs verschwägert und sowohl im Stadtrat als auch im Soester Stift St. Walburgis vertreten. Der erste im Soester Stadtrat auftretende Greve war Albert Greve, der 1513–1515, 1523–1525 und 1530–1532 auch Bürgermeister Soests war. Die Familie gehörte auch zur Sassendorfer Sälzergenossenschaft und war in der Soester Stern-Gesellschaft vertreten. Sie stellte auch noch weitere Angehörige des Soester Stadtrats.
Das Geschlecht erlosch laut Spießen im Mannesstamm mit dem Tod von Ziesemeister Kaspar Greve am 19. August 1640. Abweichend gibt Klocke als Todesjahr 1635 an.

## Wappen
Blasonierung: In Rot ein silberner Sparren mit drei goldenen Sternen belegt. Auf dem Helm mit rot-silbernen Helmdecken derselbe Sparren vor einen offenen roten Flug.